# Arthur Hoérée
Arthur Charles Ernest Hoérée (Sint-Gillis, 16 april 1897 – Parijs, 2 juni 1986) was een Belgisch componist en muziekcriticus.
Hij was zoon van drukker Oscar Alexandre Hoerée en onderwijzeres Mélanie Adolphine Demarteau. Zijn grootvader Jacobus Hoérée (1773-1859) was dirigent te Oudenaarde.
Hij kreeg zijn muziekopleiding aan het Koninklijk Conservatorium Brussel en haalde daar in 1912 een eerste prijs in de categorie notenleer. Van 1914 tot 1916 studeerde hij aan Muziekinstituut van Anderlecht. In 1916 leek hij naar een andere studierichting om te schakelen; het ingenieurschap aan de Ëcole Polytechnique in Parijs. In 1919 keerde hij terug naar de muziek met studies aan het Conservatoire national supérieur de musique et de danse de Paris bij Paul Vidal (fuga en compositie), Joseph Baggers (slagwerk), Eugene Gigout (orgel) en Vincent d'Indy (directie). Hij begon vervolgens aan een docentschap aan de Conservatoire national supérieur de musique et de danse de Paris; na acht jaar aldaar werd hij in 1958 benoemd tot professor compositie en muziekcultuur aan het Centre de Formation Professionnelle de L’O.R.T.F (Office de Radiodiffusion Télévision Française). In 1972 werd hij docent muziekwetenschap aan de Sorbonne Université. In 1978 werd hij lid van de Académie Royale de Belgique.
Gedurende zijn leven componeerde hij werken voor de concertzaal, maar er kwam ook een reeks filmmuziek uit zijn pen. Hij was enige tijd verbonden aan Paramount te Parijs. Hij publiceerde meerdere artikelen in Revue Musciale (1922-1949) en ook The New Grove alsmede geschriften over Roussel (1938, 1969 en 1981), Arthur Honegger (1956) en Igor Strawinsky (Igor Strawinksy et ses trois chefs d’oevre).

## Werklijst
- Trois fanfares (1928-1935)
- La famille de Charles IV (1961)
- Quatre choréographiques (1948-1970)
- Pastorale et danse (strijkkwartet, 1923, prijs Lepaulle)
- Septet (zangstem, dwarsfluit, strijkkwartet en piano, 1923, opus 3)
- Les heures claires (zangstem/piano, 1922, prijs Halphen)
- Le merveilleux été (zangstem/piano, 1924)
- Cinq bucoliques (zangstem/piano, 1924)
- Crève-coeur, le magicien (solostemmen, koor en orkest, 1960)

## Filmographie
- 1934 : Rapt van Dimitri Kirsanoff
- 1937 : Liberté van Jean Kemm
- 1937 : Passeurs d'hommes van René Jayet
- 1938 : L'ange que j'ai vendu van Michel Bernheim
- 1939 : L'or dans la montagne van Max Haufler
- 1939 : Les musiciens du ciel van Georges Lacombe
- 1942 : À la belle frégate van Albert Valentin
- 1942 : Huit hommes dans un château van Richard Pottier
- 1942 : Malaria van Jean Gourguet
- 1943 : La main de l'homme van Jean Tedesco en François Ardoin
- 1945 : Les démons de l'aube van Yves Allégret
- 1945 : Enquête du 58 van Jean Tedesco
- 1946 : Un revenant van Christian-Jaque
- 1950 : Arrière-saison van Dimitri Kirsanoff
- 1951 : Les hommes de l'acier van Jean Tedesco
- 1956 : Une tâche difficile van Jean Leduc
- 1959 : L'art d'être heureux van Armand Chartier (documentaire)

- Biblioteca Nacional de España: XX1732221
- Bibliothèque nationale de France: cb147940718 (data)
- Gemeinsame Normdatei: 134633547
- International Standard Name Identifier: 0000 0000 8403 5366
- Library of Congress Control Number: nr90020305
- MusicBrainz: 12d9ee12-df02-4cfe-ad8d-976431ec796e
- Nationale Bibliotheek van Tsjechië: xx0161307
- Nationale Bibliotheek van Israël: 987007294155905171
- Nationale Bibliotheek van Polen: a0000003390100
- Nederlandse Thesaurus van Auteursnamen: 117587109
- Système universitaire de documentation: 118984039
- Virtual International Authority File: 100330404
- WorldCat: E39PCjHPyRk8gW6GpyxrT9qB8C